# Invicti athletae Christi
Die Enzyklika Invicti athletae Christi (dt.: Der unbesiegbare Wettkämpfer für Jesus Christus) zum 300. Todestag des Heiligen Andreas Bobola wurde am 16. Mai 1957 von Papst Pius XII. veröffentlicht.
Mit diesem Apostolischen Rundschreiben würdigte Pius XII. das Leben und das Martyrium dieses polnischen Heiligen, der am 5. Juli 1853 durch Papst Pius IX. selig- und am 17. April 1938 durch Papst Pius XI. heiliggesprochen wurde. Pius XI. sei es auch gewesen, der den Heiligen zum Fürbitter für die Einheit der russisch-orthodoxen mit der katholischen Kirche ernannte. Darüber hinaus ist Andreas Bobola Patron der Diözesen Warschau und Ermland-Masuren.

Pius XII. tituliert den Heiligen als 

„[…],unbesiegbaren Wettkämpfer für Jesus Christus’, der mit Feuer und Eifer den katholischen Glauben verteidigt habe, der als Lehrer die Glaubenslehre unterrichtete, der mit Hingabe zur Eucharistie ermutigte und leidenschaftlich die Mutter Gottes verehrt habe.“